# Saxby (Vormsi)
Saxby – wieś w Estonii, w prowincji Läänemaa, w gminie Vormsi. 31 grudnia 2011 zamieszkana przez 4 osoby
W miejscowości znajduje się kościół datowany na XIV wiek oraz latarnia morska Vormsi.